# Parzac
Parzac é uma comuna francesa na região administrativa da Nova Aquitânia, no departamento de Charente. Estende-se por uma área de 11,38 km². Em 2010 a comuna tinha 147 habitantes (densidade: 12,9 hab./km²).